# Ngepungsari
Ngepungsari is een bestuurslaag in het regentschap Karanganyar van de provincie Midden-Java, Indonesië. Ngepungsari telt 2551 inwoners (volkstelling 2010).